# Zec des Martres
Pour les articles homonymes, voir Martres.
La zec des Martres est une zone d'exploitation contrôlée (zec) située dans le territoire non organisé du Lac-Pikauba, dans municipalité régionale de comté (MRC) de Charlevoix, dans la région administrative de la Capitale-Nationale, au Québec, au Canada.
L'Association de plein air des Martres inc, un organisme à but non lucratif, administre cette zec qui comporte des terres du domaine public. La zec a une mission de développement du territoire et de le rendre accessible au grand public pour des activités de plein air notamment : randonnée pédestre, randonnée en quad/autoneige, camping, chasse, pêche, ainsi que l'observation des paysages, de la flore et de la faune.

## Géographie
Créée en 1978, la zec des Martres couvre 424 km² et comprend 219 lacs. Ce territoire est entièrement forestier.
La réserve faunique des Laurentides constitue la limite ouest de la zec ; le parc national des Grands-Jardins, au sud-ouest ; la municipalité de Saint-Urbain, au sud-est; la zec du Lac-au-Sable, à l'est ; et le parc national des Hautes-Gorges-de-la-Rivière-Malbaie, au nord.
La route 381 reliant Baie-Saint-Paul à Saguenay (ville) longe plus ou moins la limite ouest de la zec. Tandis qu'un segment de la route des Hautes-Gorges traverse la partie Est de la zec, dans le sens nord-sud.
Les principales rivières de la zec sont : du Gouffre, Malbaie, Chouinard, Porc-Épic, des Érables, rivière Chemin des canots et le ruisseau du Pont. 
Les principaux lacs de la zec sont : des Américains, de la Baie, Barley, Beaulieu, Belle Truite, du Bouchon, Boulianne, de la Cabane, Caribou, des Cavernes, du Cœur, en Cœur, du Coq, Côte à Côte, Croche, à l'Écluse, des Employés, des Érables, Équerre, Évanturel, Favre, Froid, Premier lac du Foulon, Deuxième lac du Foulon, Deuxième lac Paul, Gabriel, de la Galette, du Gros Castor, de la Grosse Femelle, de la Hache, Jérôme, Lesclache, Long, Lunettes, à la Main, des Martres, de la Mésange, Nazaire, Oscar, du Pied des Monts, Petit lac Barley, Petit lac de la Baie, Petit lac Barley, Petit lac Long, Petit lac Malfait, Petit lac des Martres, Petit lac de la Savane, Petit lac Malbaie, Pouliot, Prime, Resche, Rétréci, Rameau, Robbé, Rosa, Tité et du Tonnerre. Beaucoup de lacs de la zec sont munis d'une rampe de mise à l'eau.
La zec offre un service d'hébergement au "Chalet de la Cheminée" et 17 terrains de camping, tous accessibles en voitures.

## Toponymie
Le toponyme « zec des martres » tire son nom du lac des Martres, soit le plus important plan d'eau de la zec. La martre est un mustélidé carnivore au corps long et souple. Au Québec, le terme martre peut référer à la fois à la martre d'Amérique et à son proche cousin le pékan, qui porte également le nom de martre de Pennant, bien que cette appellation soit moins fréquente.
Au Québec, une quarantaine de toponymes comportent les spécifiques Martre et Marte. Lac des Martres a paru dans le « Dictionnaire des Rivières et des Lacs de la Province de Québec », par Eugène Rouillard, Département des Terres et Forêts, 1914, en page 270. Cet ouvrage indique qu'en 1886, l'arpenteur géomètre, F. Vincent décrit le lac des Martres comme étant situé en terrain montagneux, entouré de sapins et d'épinettes. Il constate aussi la présence de truites dans ses eaux.
La dénomination du lac serait due à la présence de la martre du Canada, dont la fourrure a longtemps orné les cols de manteaux. Le toponyme Zec des Martres est dérivée du nom officiel du lac des Martres.
Le toponyme « zec des Martres » a été officialisé le 5 août 1982, à la Banque des noms de lieux de la Commission de toponymie du Québec.